# Beth Shalom Holocaust Centre

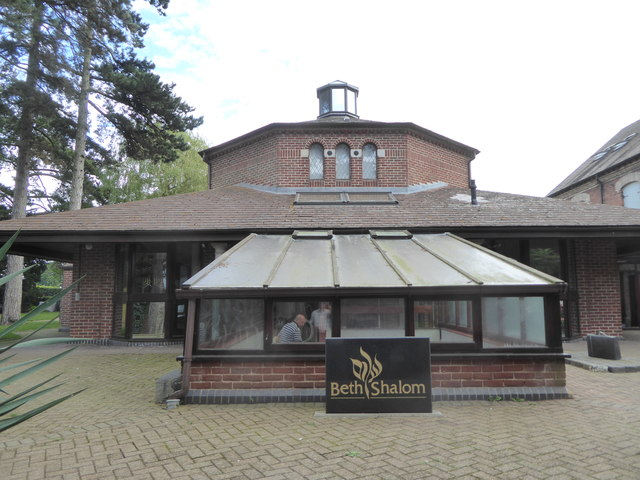
Beth Shalom Holocaust Centre, 2016

Das Beth Shalom Holocaust Centre, auch National Holocaust Centre and Museum genannt, ist eine Holocaust-Gedenkstätte in der Nähe von Laxton in Nottinghamshire in England.

## Das Zentrum

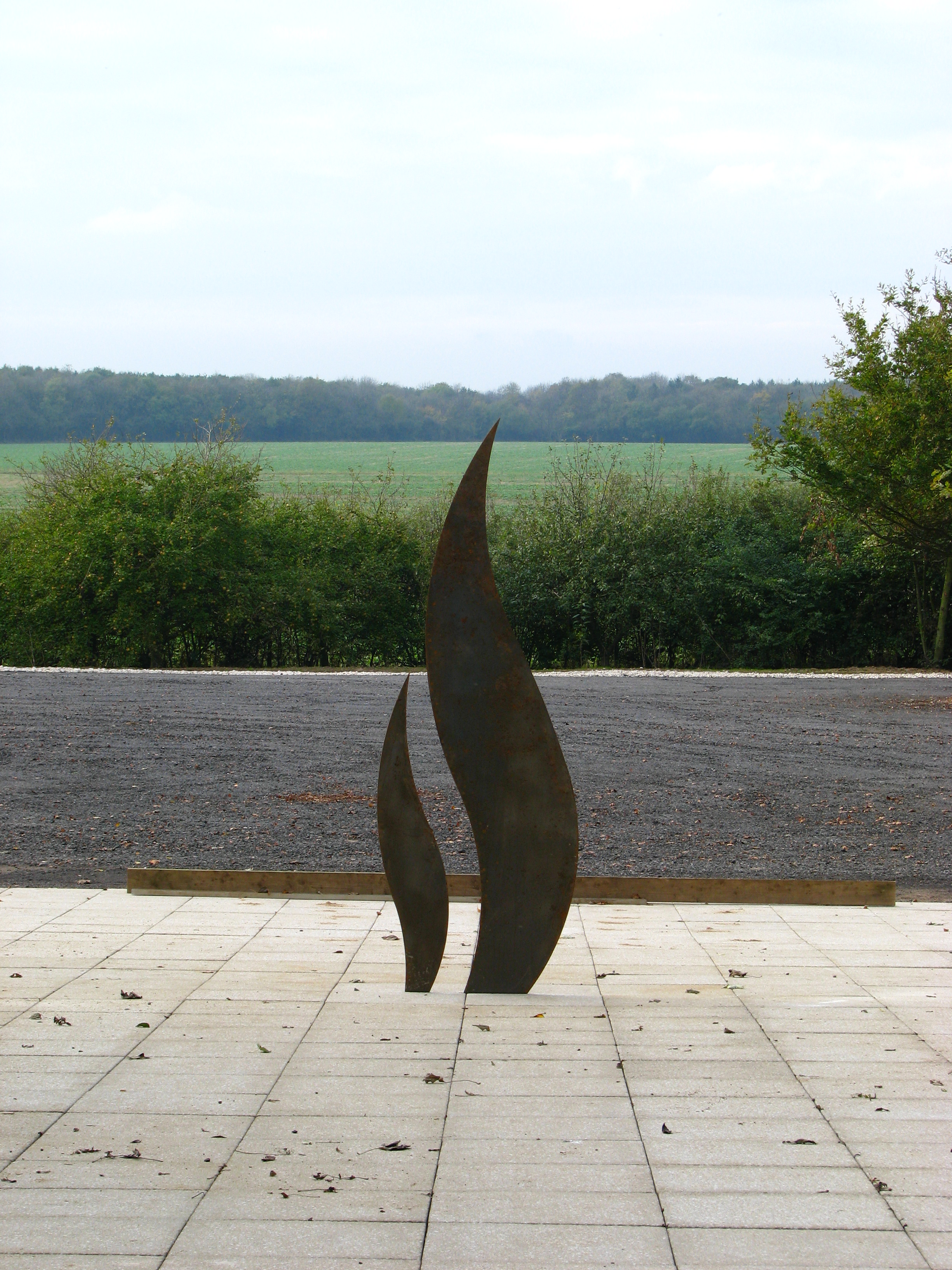
Blick vom Vordereingang, 2007

Das Zentrum wurde von den Brüdern James und Stephen nach einer gemeinsamen Israelreise im Jahr 1991 mit ihrer Mutter Marina Smith gegründet. Der Besuch in Yad Vashem veränderte ihre Sicht auf die Geschichte und brachte sie zu der Überzeugung, dass der Unterricht und das öffentliche Bewusstsein über den Holocaust im Vereinigten Königreich unzureichend sei. Es wurde 1995 unter dem Namen Beth Shalom Holocaust Centre als pädagogisches Vermittlungszentrum und Gedenkstätte eröffnet. Später wurde der Name in National Holocaust Centre and Museum geändert. Daneben gibt es eine Dauerausstellung im Londoner Imperial War Museum und das 2018 eröffnete Holocaust Exhibition and Learning Centre in Huddersfield.
Das Zentrum ist auch Sitz des von den Brüdern Smith im Jahr 2000 gegründeten Aegis Trust, einer Nichtregierungsorganisation, die sich für die Prävention von Völkermord einsetzt und 2004 das Kigali Genocide Memorial geschaffen hat, eine Gedenkstätte und Bildungseinrichtung in Gisozi in Ruanda nahe der Hauptstadt Kigali, die an den Völkermord in Ruanda von 1994 erinnert.
Das National Holocaust Centre and Museum ist eine eingetragene Wohltätigkeitsorganisation. Seine Arbeit wird durch Legate und Spenden von Besuchern, Freunden, Überlebenden des Holocaust, Stiftungen und Unternehmen ermöglicht. Unterstützung erhalten Projekte des Zentrums unter anderem durch Organisationen wie die Association of Jewish Refugees, den „Arts Council England“, den Heritage Lottery Fund der National Lottery und die Jewish Claims Conference. Die langjährige Kernunterstützung erfolgt durch die Pears Foundation, einer 1991 gegründeten wohltätigen Stiftung, deren Haupteinnahmen von der William Pears Group stammen.
2010 wurde James, Stephen und ihrer Mutter Marina Smith von der Nottingham Trent University die Ehrendoktorwürde für ihr Werk verliehen. 2013 wurde James Smith für seine Bildungsarbeit mit dem „Commander of the Order of the British Empire“, der dritten Stufe des britischen Order of the British Empire, ausgezeichnet.

## Ausstellungskonzept und Projekte

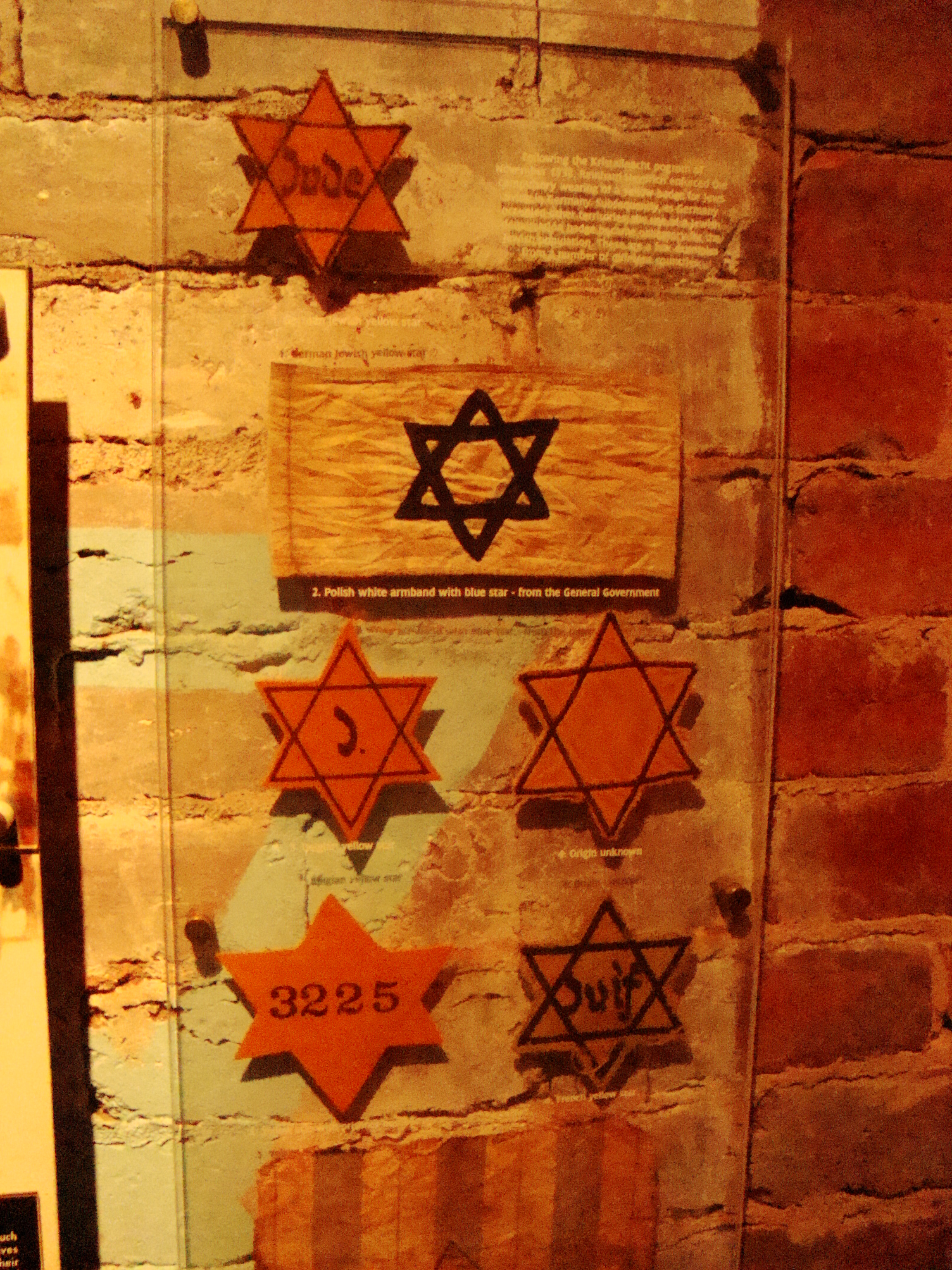
Judensterne in der Ausstellung, 2009

Das Zentrum beherbergt zwei Dauerausstellungen, eine Gedenkstätte, einen Bereich für Bildung und Unterricht und Gedenkgärten. Es informiert unter anderem über die Geschichte der Juden in Deutschland, Polen und im Vereinigten Königreich, jüdisches Leben in der Vorkriegszeit, Antisemitismus, die Novemberpogrome 1938, die „Endlösung“, Konzentrationslager, die Erfahrungen der Flüchtlinge und das Leben der Überlebenden in England.
Vorrangiges Ziel ist nicht, eine museale Darstellung des Holocausts zu versuchen, sondern als „Zentrum für Dialog und Friedenserziehung“ aktuellem Rassismus und Judenfeindlichkeit vorzubeugen und die Befähigung zu schaffen, Fehlinformationen, Stereotype und Verschwörungstheorien zu hinterfragen, die rassistischen Hass schüren. Zudem soll ein Verständnis für die Ursachen und Ereignisse des Holocausts durch eine Reihe von altersgerechten
Ausstellungen und Zeugnissen von Überlebenden geschaffen werden. Dazu werden Bildungsprogramme und Lehrerfortbildungen angeboten und es finden regelmäßig Begegnungen und die Weitergabe von Oral History durch Holocaust-Überlebende statt, deren Lebensgeschichten im „Forever Project“ aufbewahrt und Besuchern zugänglich gemacht werden. Das Zentrum gibt mit „Perspectives“ eine eigene Zeitschrift heraus.
Die Dauerausstellung „Holocaust Gallery“ ist für Schüler der Sekundarstufe und Erwachsene konzipiert. Sie informiert über jüdische Kultur, den wachsenden Antisemitismus und den Holocaust. Sie enthält unter anderem Fotos und Lebensgeschichten einzelner jüdischer Menschen, Alltagsgegenstände, Modelle eines KZs, antisemitische Schmähschriften und Propagandamaterialien und Fotos aus den Lagern. Die zweite textfreie und taktile altersgerechte Ausstellung ist speziell für jüngere Kinder entwickelt worden, indem es mit „The Journey“ die Erfahrungen von Kindern im Holocaust zeigt. Erzählt wird die Geschichte des jüdischen zehnjährigen Leo Stein, der 1938 mit seinen Eltern und seiner jüngeren Schwester Hannah in Berlin lebt, bis er mit einem Kindertransport nach England gelangt. In beiden Ausstellungen sind historische Sammlungsgegenstände aus dieser Zeit zu sehen. Daneben werden Wechsel- und digitale Ausstellungen gezeigt, wie die von Bill Niven konzipierte Ausstellung „Legacies of the Holocaust“.

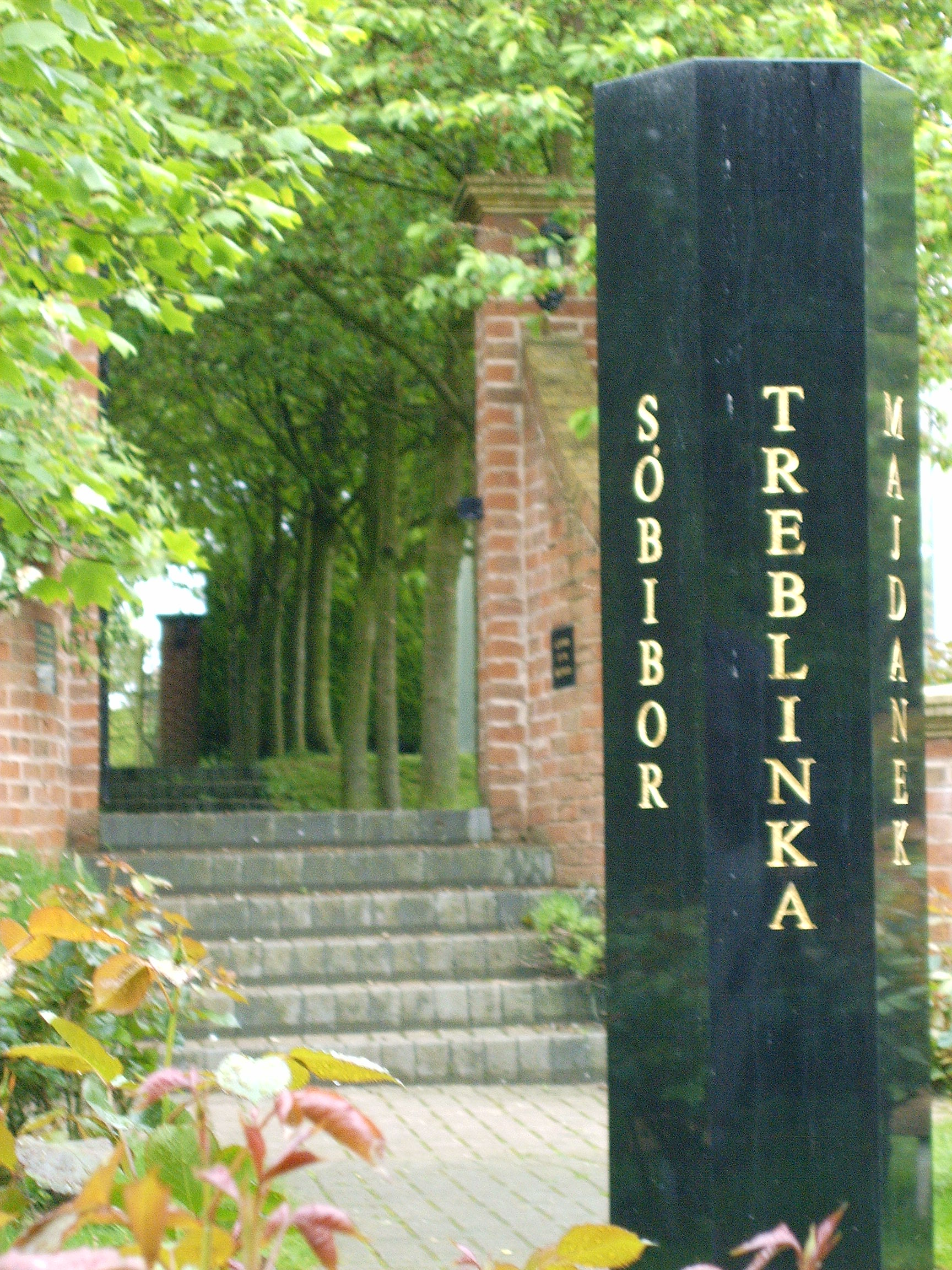
Teil des Gedenkgartens, 2005
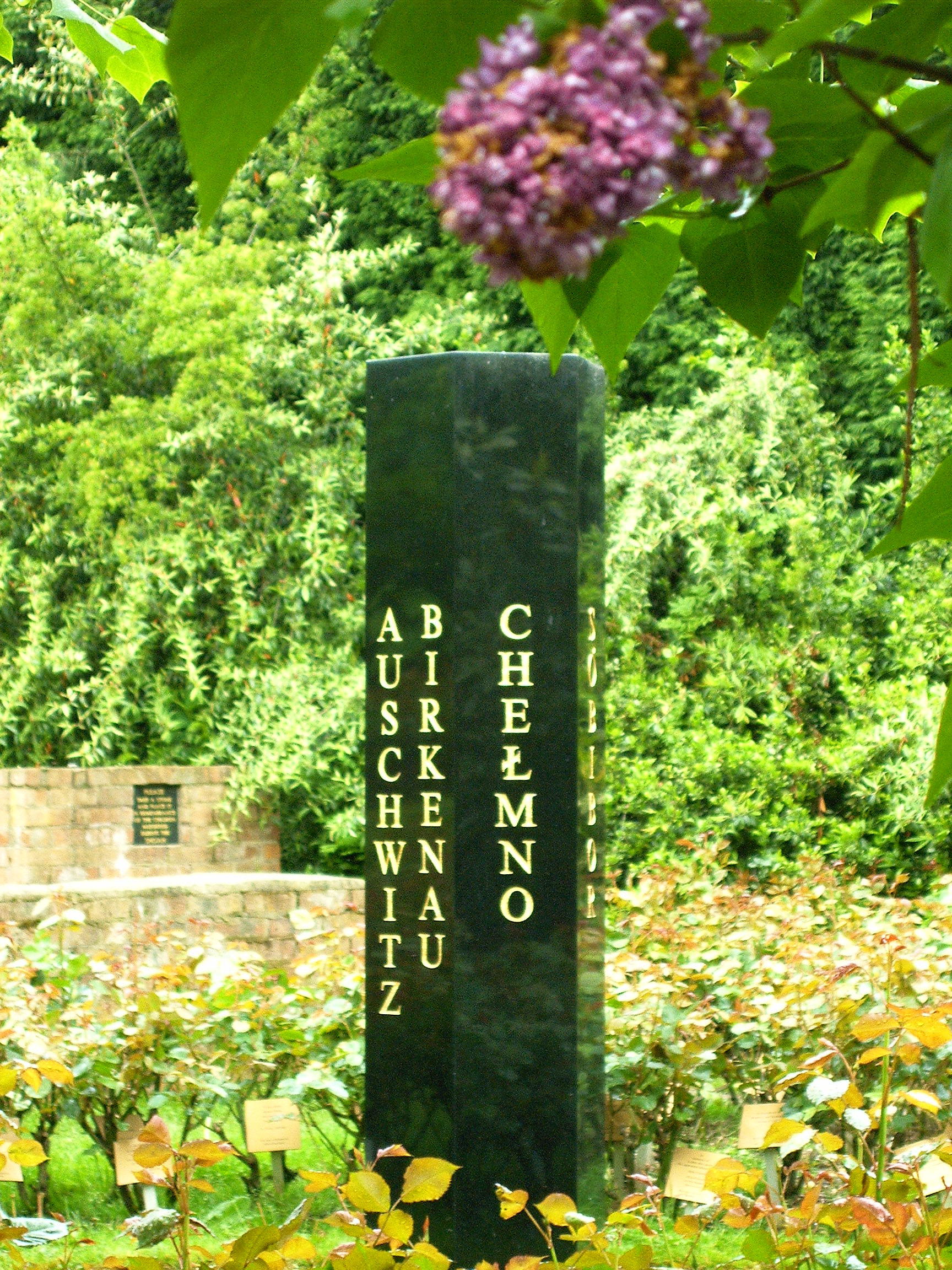
Teil des Gedenkgartens, 2005

Der über ein Acre große Garten ist in verschiedene Bereiche gegliedert, unter anderem mit einem Gedenkgarten von über 1200 weißen Rosenbüschen und einer Gedächtnisstätte für die ermordeten Kinder. Verteilt über das Gelände stehen verschiedene Skulpturen und Kunstwerke, die den Holocaust thematisieren, bzw. an die Opfer erinnern. Dazu gehören Skulpturen von Flor Kent, Naomi Blake, Gustav Kraitz und Maurice Blik. Buntglasfenster im Gebäude wurden von Roman Halter und Moshe Galili entworfen.